# Schloss Baelen

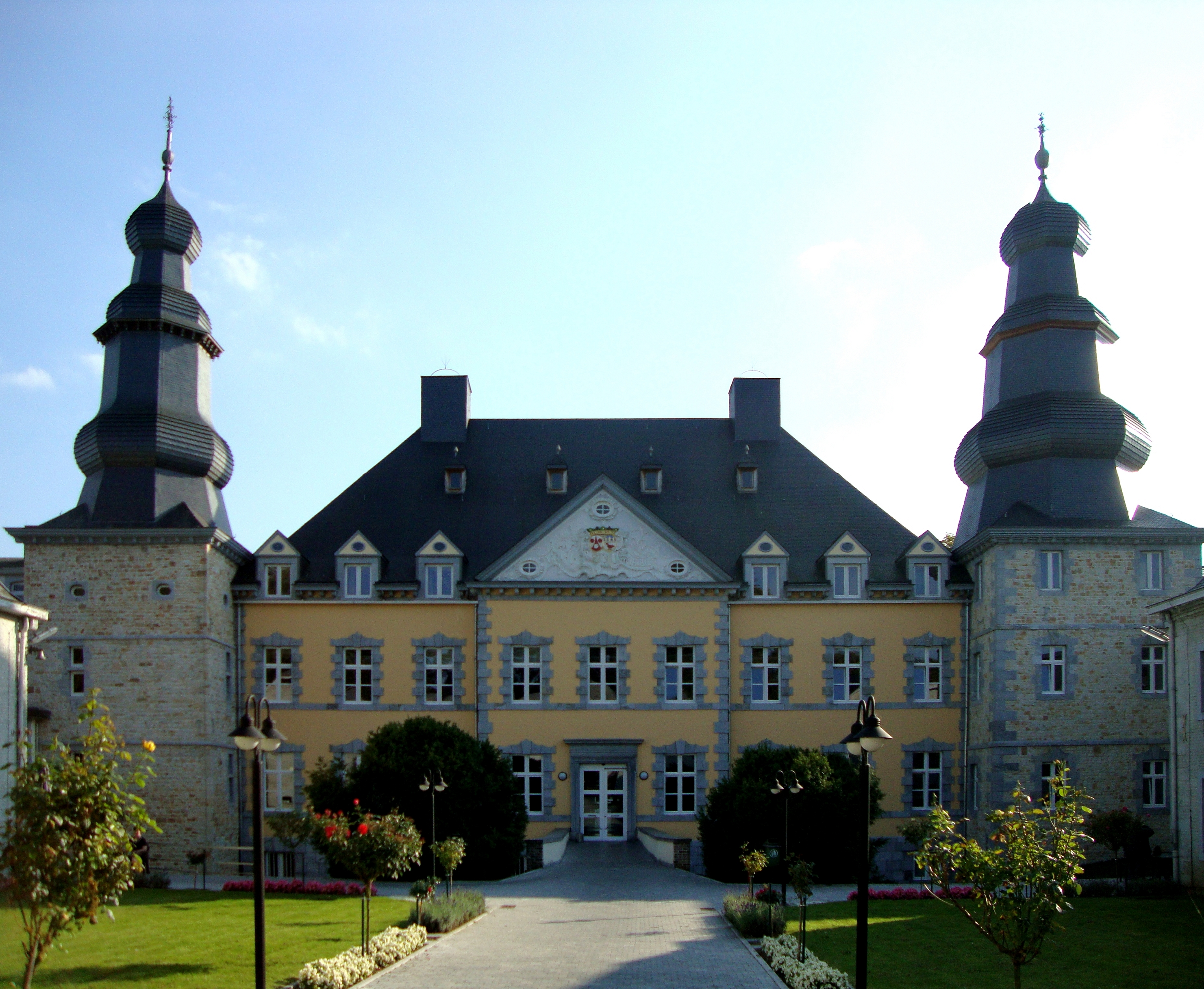
Schloss Baelen

Schloss Baelen ist ein barocker Herrensitz in dem zu der belgischen Ortschaft Henri-Chapelle gehörigen Ortsteil Ruyff, in dem sich außerdem das gleichnamige Schloss Ruyff befindet. Das Schloss wurde am 24. August 1989 unter der Nummer 63084-CLT-0009-01 unter Denkmalschutz gestellt.

## Geschichte
Das Schloss wurde um 1737 an Stelle eines viel älteren Vorgängerbaus errichtet. Der Wassergraben sowie die Schießscharten und die Kreuzstockfenster mit Entlastungsbögen in den Türmen zeugen davon, dass alte Bauteile in den Neubau von Schloss Baelen integriert wurden.
Durch eine große Toreinfahrt im Stil von Ludwig XIV. überquert man eine Steinbrücke, die über trockengelegte Wassergräben zum Haupteingang führt. Der Türsturz trägt die Jahreszahl 1737 des Neubaus. Die Abschlüsse der neunachsigen Vorderfront mit hohen Sprossenfenstern im Stil von Ludwig XIII. bilden zwei vorstehende massive Seitentürme mit achteckigen zwiebelförmigen Dachhauben, die architektonisch an die zwiebelförmigen Turmhauben des Aachener Rathauses erinnern. Der als Risalit leicht vorgezogene Mittelteil hat einen Dreiecksgiebel, auf dem man unter einer Krone die reich verzierten Wappen der Familien Pirons und Franquinet erkennt.
Das Schloss trägt ein mächtiges Walmdach mit zwei Mansardenetagen. Den Dachfirst begrenzen zwei Kamine.
Mit dem Bau des linken Turmes wurde im 15. oder 16. Jahrhundert begonnen. Aufgestockt wurde er im 17. Jahrhundert. Der jüngere rechte Turm besitzt in den beiden unteren Stockwerken Fensteröffnungen, deren Stil denen des Hauptbaus gleichen.
1875 ging Schloss Baelen in den Besitz der Alexianerbrüder aus Aachen über, die es zu einer psychiatrischen Klinik umbauten.